# 科堡島
科堡島是俄羅斯的島嶼，屬於法蘭士約瑟夫地群島的一部分，由阿爾漢格爾斯克州負責管轄，位於霍恩洛厄島以南4.5公里和卡爾亞歷山大島以北6.5公里，長約0.3公里。